# Hochkees
Das Hochkees, auch Hoch Kees, war ein Kargletscher in der Venedigergruppe in der Gemeinde Prägraten am Großvenediger im Bezirk Lienz (Osttirol).

## Lage und Geschichte
Das Hochkees befand sich im Talschluss des Zopatbachs im sogenannten Hochkar, das von Ogasilspitze im Südwesten, dem Quirl im Nordwesten, dem Hochkarkopf im Nordosten und dem Mullwitzkogel im Südosten umrahmt wird. Der Gletscher erstreckte sich um 1870 wohl zwischen dem Quirl im Nordwesten und der Hohen Grubenscharte im Südwesten und reichte nach Osten bis zur Hochkarscharte und dem Hochkarkopf. Nach Süden reichte das Hochkees bis in eine Tiefe von etwas unter 2800 Metern, seine höchste Stelle erreichte es am Quirl-Nordostgrat mit über 3100 Metern. Im Zuge des Gletscherschwundes seit der Mitte des 19. Jahrhunderts zog sich das Hochkees auf Grund seiner Ausrichtung nach Süden rasch zurück. In der Zwischenkriegszeit zeigen Karten das Hochkees noch großteils in seiner Ausdehnung von vor 50 Jahren. Mitte des 20. Jahrhunderts war der Großteil der Eisfläche jedoch bereits verschwunden und das Hochkees hatte sich auf eine kleine Restfläche an der Südostwand des Quirl zurückgezogen.